# Glerá
Die Glerá (isl. Glas-Fluss) ist ein Fluss im nördlichen Island.

## Verlauf
Sie entspringt in den Bergen der Tröllaskagi-Halbinsel. Die höchsten Berge von Nordisland grenzen an sein Tal, Kerling, Tröllafjöll und Vindheimafjöll. Durch das nach dem Fluss benannte Glerárdalur fließt die Glerá in die Stadt Akureyri, wo sie in den Fjord Eyjafjörður mündet.

## Kraftwerk
Bedeutung erlangte der Fluss im Industriezeitalter, als seine Energie durch Staudämme nutzbar gemacht wurde und elektrischer Strom erzeugt wurde. Das Kraftwerk, das 1922 als erstes im Norden Islands in Betrieb genommen worden war, wurde inzwischen stillgelegt, der Damm existiert aber noch.

## Glerárhverfi
In Akureyri trennt der Fluss das Stadtzentrum vom Stadtteil Glerárhverfi, mit 7.000 der 16.000 Einwohner einer der größten Stadtteile Akureyris.

## Glerárdalur
Das obere Tal der Glerá, Glerárdalur, gelegen inmitten der Berglandschaft von Tröllaskagi und ausgestattet mit zahlreichen Wanderwegen, wurde am 31. August 2012 unter Naturschutz gestellt.